# Fotosammlung des Leipziger Messeamtes

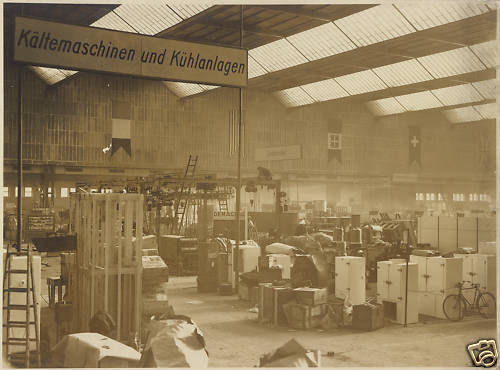
Aufbau eines Messestandes in den 1930er Jahren. Aufnahme von Paul Faulstich

Die Fotosammlung des Leipziger Messeamtes ist eine Sammlung von Fotografien zur Geschichte der Leipziger Messe. Sie enthält Aufnahmen aus der Zeit von der Jahrhundertwende bis 1964.

## Geschichte
Das Sächsische Ministerium des Innern erteilte dem „Meßamt für die Mustermessen in Leipzig“ im August 1916 die Rechtsfähigkeit als eingetragener Verein. Ab dem Februar 1917 war das Amt aktiv, 1921 wurde es zu einer Körperschaft öffentlichen Rechts umgewandelt und 1926 erfolgte die Umbenennung in „Leipziger Messeamt“. Dieses Messeamt sollte die zweimal pro Jahr in Leipzig stattfindenden Messen pflegen und fördern, woran die Werbe- und Öffentlichkeitsarbeit einen Hauptanteil hatte. Schon 1917 wurde daher ein Ausschuss für Presseangelegenheiten eingerichtet. Dieser war von Anfang an darauf bedacht, zur Berichterstattung besonders auf die Werke freier Schriftsteller zurückzugreifen und Bildmaterial bekannter Zeichner und Fotografen zu sammeln.
Genutzt werden sollten diese Materialien unter anderem für die messeeigene Zeitung, die zunächst den Titel Die Leipziger Mustermesse trug und ab 1923 als Messamtliche Wirtschafts- und Exportzeitung erschien. Außerdem wurden sie der allgemeinen Presse zur Nutzung in ihrer Berichterstattung überlassen. Im Presseverteiler standen im Frühjahr 1918 etwa 350 Tageszeitungen und Fachzeitschriften. Der zunehmenden Nachfrage nach Bildern insbesondere durch Illustrierte und dem Bedarf an Material für die Werbung trug das Messeamt Rechnung und sammelte verstärkt Fotografien: Im Jahr 1929 standen bereits 6410 Originalaufnahmen in der Fotosammlung zur Verfügung. Sie wurden für Presseveröffentlichungen genutzt, aber auch zur Herstellung von Diapositiven für Lichtbildervorträge. Etwa ab der Mitte der 1920er Jahre stieg die Zahl der eingegangenen Fotos stark an; ihren Höhepunkt erreichte sie in der Zeit von 1935 bis 1941. 
Das Fotoarchiv des Leipziger Messeamtes wurde während des Zweiten Weltkrieges in eine Ausweichstelle in Geithain überführt. Etwa 4000 Bilder sollen dort abhandengekommen sein.
Insgesamt umfasst die Sammlung noch 17295 Bilder, die meisten als Papierabzüge bzw. Positive in den Formaten 13 × 18 und 18 × 24 cm. Kontaktabzüge und Negative sind nur in Einzelfällen vorhanden.
Das Staatsarchiv Leipzig übernahm Ende der 1970er Jahre die Geschäftsakten, die Druckschriftensammlung und die Fotosammlung des Messeamtes. Die Papierbilder der Sammlung waren auf Pappe aufgezogen. Die damals übernommene Fotokartei, die bis 1922 handschriftlich, danach zunehmend in Maschinenschrift geführt worden war, war in die Hauptgruppen Allgemeine Aufnahmen, Aufnahmen von der Mustermesse, Technischen Messe und Baumesse und Sonstige Messeausstellungen unterteilt. Diese Gliederung übernahm das Staatsarchiv weitgehend. Als die Kartei später digitalisiert werden sollte, wurde festgestellt, dass die Karteikarten in der Regel deutlich weniger Informationen enthielten als die aufgezogenen und kommentierten Fotos, so dass bei der Eingabe in den PC oft auf diese Abzüge zurückgegriffen werden musste. Schwierigkeiten bereitete die Tatsache, dass offenbar bereits die Fotografen zum Teil nur ungenaue Angaben über ihre Motive geliefert hatten. Offenbar hatten die Angestellten des Messeamtes bei der Registrierung der Fotos die Bildtitel nach ihren eigenen Vermutungen vergeben und zum Teil eher ungenau gehalten. Datiert waren die Aufnahmen dagegen recht genau; zu den Jahresangaben kam jeweils das Kürzel FM für die Frühjahrs- und HM für die Herbstmesse. Die Mehrzahl der Fotos stammte von Privatfotografen, Presse- oder Bilderdienste, Firmen und das Messeamt selbst trugen deutlich weniger zur Vergrößerung der Sammlung bei.
Marion Bähr schätzte den Wert der Fotosammlung in Bezug auf Ergänzung und Veranschaulichung der übrigen Materialien, die das Leipziger Messeamt sammelte, sehr hoch ein und meinte sogar, dass mitunter die Abbildungen sogar „der einzige Nachweis für bestimmte Sachverhalte“ seien und „fehlende Schriftlichkeit ersetzen“ könnten. Die Fotos seien eine wichtige Primärquelle zur Geschichte des Messewesens ab 1917 sowie zur Handels-, Wirtschafts-, Industrie- und Technikgeschichte. Auch bezüglich der internationalen Wirtschaftspolitik und der Leipziger Stadtgeschichte seien sie nicht zu unterschätzen. Einen nicht unerheblichen Anteil an den Fotobeständen haben Aufnahmen vom Gelände der Technischen Messe, das 1920 nach dem Auszug aus Barthels Hof in Betrieb genommen und in den Folgejahren noch weiter umgestaltet wurde. Eine weitere interessante Gruppe von Fotos ist der Erfindermesse gewidmet und dokumentiert unter anderem auch Kuriositäten wie Schnellschwimmsandalen.
Zur Qualität der überlieferten Aufnahmen schrieb Bähr: „Auch wenn die überlieferten Fotos des Messeamtes primär kommerziellen Charakter tragen, sind viele Fotografien als Nebenaspekt von der künstlerischen Sprache ihres Urhebers geprägt und können damit einen Beitrag zur Fotografiegeschichte der ersten Hälfte des 20. Jh. leisten. Dafür stehen u. a. Namen wie Paul Faulstich, Eduard Krömer, Hermann Walter, Ernst Hoenisch, Ferdinand Bimpage, Emil Tiedemann und Heinrich Hoffmann.“
Zu Beginn des 21. Jahrhunderts wurde im Rahmen eines Projektes zur Retrokonversion ein Teil der Sammlung elektronisch nutzbar gemacht und ein Findbuch für den Bestand 20202 Leipziger Messeamt (I), der die Fotografien enthält, vom Staatsarchiv Leipzig online gestellt.